# 경상북도 환경연수원
경상북도 환경연수원은 경상북도 도민에게 자연에 대한 이해와 자연애호정신을 증진시켜 애향심, 애국심을 기르고 대자연속에서 단체활동을 통하여 폭넓은 인간성과 늠름한 기상을 길러주기 위하여 설립된 연수원이다. 경상북도 구미시 남통동 207-2에 있다.